# کراسنویاروو (شهرستان کارماسکالینسکی، باشقیرستان)
کراسنویاروو (انگلیسی: Krasnoyarovo, Karmaskalinsky District, Republic of Bashkortostan) یک شهرک در شهرستان کارماسکالینسکی استان باشقیرستان کشور روسیه است.